# A Capela
Ne doit pas être confondu avec A cappella.
A Capela est une commune de la province de La Corogne en Espagne située dans la communauté autonome de Galice.